# Malheur City
Malheur City (más néven Malheur) az Amerikai Egyesült Államok északnyugati részén, Oregon állam Malheur megyéjében elhelyezkedő kísértetváros. A település a megye 1887-es létrejöttéig Baker megyéhez tartozott.
A posta 1879 és 1944 között működött. 1911 körül az aranybányászat megszűnt, ezért a település elnéptelenedett. Az 1957. augusztus 16-ai bozóttűzben a faszerkezetes épületek megsemmisültek.

## Fordítás
- Ez a szócikk részben vagy egészben  a   Malheur City, Oregon című angol Wikipédia-szócikk ezen változatának fordításán alapul.  Az eredeti cikk szerkesztőit annak laptörténete sorolja fel. Ez a jelzés csupán a megfogalmazás eredetét és a szerzői jogokat jelzi, nem szolgál a cikkben szereplő információk forrásmegjelöléseként.